# Harvest Moon DS: Sunshine Islands
Harvest Moon DS: Sunshine Islands (牧場物語 キラキラ太陽となかまたち?, Bokujō Monogatari: Kira Kira Taiyō to Nakama Tachi) è un videogioco pubblicato il 21 febbraio 2008 in Giappone ed il 12 novembre 2009 in America Settentrionale. È il diciassettesimo capitolo della serie di videogiochi Harvest Moon, ed il quarto uscito per Nintendo DS. Per molti versi, il videogioco assomigli molto al precedente Harvest Moon DS: Island of Happiness; infatti una sezione dell'isola in cui si svolge Harvest Moon: Island of Happiness è una delle molteplici isole presenti in questo gioco. Il giocatore ha la possibilità di controllare il personaggio di un ragazzo (Mark) o di una ragazza (Chelsea).